# كريس الكسندر
كريس الكسندر هو دبلوماسي وسياسي كندي، ولد في 9 سبتمبر 1968 في تورونتو في كندا. حزبياً، نشط في حزب المحافظين الكندي. وقد انتخب عضو مجلس العموم الكندي عن دائرة Ajax—Pickering ‏ وقد انضم خلال فترته النيابية ‏ للكتلة البرلمانية حزب المحافظين الكندي.